# Acetonide

Allgemeine Struktur der 1,2-Acetonide

Acetonide (auch Isopropylidenketale) sind eine Stoffgruppe der organischen Chemie. Es handelt sich um cyclische Acetale, die von Aceton und einem Diol abgeleitet sind. Dies dient auch zur Schützung solcher Diole. 

## Herstellung
Acetonide werden oft durch Reaktion eines Diols mit Aceton unter Säurekatalyse hergestellt. Als Katalysatoren eignen sich beispielsweise Perchlorsäure, Schwefelsäure, Salzsäure, para-Toluolsulfonsäure oder Zinkchlorid. Auch die Verwendung von Aluminiumchlorid und Eisen(III)-chlorid ist beschrieben. Neben der Reaktion mit Aceton ist auch eine Umacetalisierung mit 2,2-Dimethoxypropan oder 2,2-Diethoxypropan möglich. Die direkte Umwandlung von Silylethern ist möglich durch Reaktion mit Aceton und Trimethylsilyltriflat oder Aceton, Essigsäure und Kupfersulfat. Ausgehend von Epoxiden ist die Bildung eines Acetonids mit Aceton und Zinn(IV)-chlorid möglich.

## Entschützung von Acetonid-Schutzgruppen
Die Entschützung von Acetoniden gelingt beispielsweise mit Salzsäure, Essigsäure, para-Toluolsulfonsäure, Trifluoressigsäure oder Bortrichlorid.

## Verwendung
Die Bildung von Acetoniden dient der Schützung von 1,2-Diolen und 1,3-Diolen. Unter den Varianten zur Schützung von Diolen als Acetale ist die Schützung als Acetonid die meistverwendete. Gegenüber Ethylidengruppen und Benzylidengruppen hat die Schützung als Acetonid den Vorteil, dass kein zusätzliches Stereozentrum gebildet werden kann, was zu Mischungen von Diastereomeren führen würde. Besonders wichtig sind Acetonid-Schutzgruppen in der Synthese von Kohlenhydraten. Acetonide werden häufig als Schutzgruppen eingesetzt, da sie leicht hergestellt werden können, unter neutralen und basischen Bedingungen sehr stabil sind, unter sauren Bedingungen aber leicht wieder gespalten werden.